# Human Rights Campaign

Sigla cu simbolul matematic egal, care semnifică egalitatea

Human Rights Campaign (HRC) este cel mai mare grup de lobby pentru lesbiene, gay, bisexuali și transsexuali (LGBT) în Statele Unite, cu peste 700,000 de membri și suporteri.